# Талажанский сельсовет
Талажанский сельсовет - сельское поселение в Казачинском районе Красноярского края.
Административный центр - село Талажанка.

## Население
| 2010 | 2012 | 2013 | 2014 | 2015 | 2016 | 2017 |
| ---- | ---- | ---- | ---- | ---- | ---- | ---- |
| 317  | ↘302 | ↘301 | ↘295 | ↘275 | ↘274 | ↘262 |

## Состав сельского поселения
В состав сельского поселения входят 2 населённых пункта:
| № | Населённый пункт | Тип населённого пункта       | Население |
| - | ---------------- | ---------------------------- | --------- |
| 1 | Талажанка        | село, административный центр | 287       |
| 2 | Щелкановка       | деревня                      | 30        |

## Местное самоуправление
Талажанский сельский Совет депутатов
Дата избрания: 14.03.2010. Срок полномочий: 5 лет. Количество депутатов:  7
Глава муниципального образования
- Биллер Светлана Леонидовна. Дата избрания: 19.09.2017. Срок полномочий: 5 лет